# Піт Велдінг
Піт Ве́лдінг (англ. Pete Welding), повне ім'я Пі́тер Джон Ве́лдінг (англ. Peter John Welding; 15 листопада 1935, Філадельфія, Пенсільванія — 17 листопада 1995, Алта-Лома, Каліфорнія) — американський музичний продюсер, історик блюзу, засновник і власник лейблу звукозапису Testament Records, журналіст. Член Зали слави блюзу (1996).

## Біографія
Народився 15 листопада 1935 року у Філадельфії, штат Пенсільванія. Наприкінці 1950-х років Велдінг почав записувати і брати інтерв'ю у філадельфійських блюзових та госпел музикантів (серед яких були Дуг Квоттлбаум і Блайнд Конні Вільямс) для музичної радіопрограми в жанрі фолк, яку він вів на радіостанції WHYY. У 1959 році почав вести колонку «Blues and folk» в журналі «DownBeat», в якій писав рецензії альбомів в жанрах фолк, рок і блюз, а також огляди книг, концертів та виступів у клубах. У січні 1962 року переїхав до Чикаго, де почав працювати редактором журналу.
В Чикаго почав записувавати непрофесіональних, маловідомих або забутих музикантів, серед яких були Джиммі Вокер, Джон Лі Грендерсон, Тед Боган, Карл Мартін, Джонні Янг, Джонні Шайнс і Флойд Джонс, а Біг Джо Вільямс працював на нього як скаут і агент звукозапису. У 1963 році заснував лейбл звукозапису Testament Records, який спеціалізувався на музиці в жанрах блюз, фолк, госпел, кантрі і джаз. Лейбл проіснував до 1977 року і всього було випущено 25 альбомів (включачи найперший випуск записів Мадді Вотерса Down on Stovall's Plantation (1966), зроблених на плантації у 1941—42 роках і збірку пісень, присвячених смерті президента США Джона Ф. Кеннеді під назвою Can't Keep from Crying). Записи Велдінга також вийшли на лейблах Blue Note Records, Prestige, Storyville і Milestone.
Автор текстів на платівках до альбомів та статей для журналів «DownBeat», «Blues Unlimited» і «Living Blues» та інших публікацій. У середині 1960-х переїхав до Каліфорнії, де працював на лейблах Epic, Playboy, ABC і Capitol у відділі з пошуку нових виконавців. Виступив продюсером серій Records Legendary Master Series на Imperial і Blues Collection на Capitol. У 1991 році став співредактором книги «Bluesland: Portraits of Twelve Major American Blues Masters». У 1993 році разом з Лоуренсом Коном номінований на премію «Греммі» за текст до альбому Roots 'n' Blues the Retrospective (1925-1950) (різні артисти).
Помер 17 листопада 1995 року від серцевого нападу у віці 60 років у себе вдома на ранчо Кукамонга в Алта-Лома, штат Каліфорнія. У 1996 році був посмертно включений до Зали слави блюзу.